# علم الجمهورية العراقية الأولى
علم الجمهورية العراقية هو علم العراق الأسبق وقد تكوَّن مِن خمسة ألوان الأخضر والأبيض والأسود مع  نجمة ثمانية حمراء تتمركز فيها دائرة صفراء يحيط بها شريط أبيض . تم اعتماده في العهد الجمهوري الأول وقيامة الجمهورية العراقية على إثر حركة تموز بتاريخ 14 تموز 1958 ميلاديَّة، ليَتمَّ إقرَارُ العلم جديد تاليًا ذلك بعدة أشهر من وتحديدًا بتاريخ 14 تموز 1959 ميلاديَّة.
العلم عبارة عن مستطيل خماسي الألوان الأخضر، الأبيض، الأسود، الأصفر، الأحمر وبثلاث شرائط عمودية أولها من الجهة المعاكسة للسارية الأخضر، وآخرها أسود يتوسطهما شريط أبيض احتوى نجمة عشتار التاريخية للتعبير عن تاريخ بلاد الرافدين وباللون الأحمر مستكملًا للألوان الأربعة المشتقة من أبيات الشاعر صفي الدين الحلي عن القومية العربية. وداخل النجم شمس الكرد بالأصفر تمثيلا للقومية الكردية. انتهى اعتماد العلم في 31 تموز 1963 ميلاديَّة.

## توسم تاريخي
اعتمد علم الجمهورية العراقية الأول بعد الإطاحة بالحكم الملكي وتأسيس الجمهورية في حركة 14 تموز 1958 بقيادة عبد الكريم قاسم وتنظيم الضباط الوطنيين، وقد كان العلم المستخدم سابقًا هو علم المملكة العراقية وعلم الاتحاد العربي بين المملكتين العراقية والأردنية إلا أنه الغي استعمال الأخير والإبقاء على العلم الساري حتى الإعلان عن العلم الجديد في 31 كانون الثاني 1959. نتيجة للوضع والتطورات الحاصلة في الوضع العراقي.

## الرمزية والبعد
جاء شكل العلم في القانون العراقي: «يكون شكل العلم مستطيلا طوله ضعفا عرضه ويقسم عموديا إلى ثلاثة مستطيلات متساوية أولها من جهة السارية الأسود فالأبيض فالأخضر ويتوسط المستطيل الأبيض نجمة عشتار (نجم ذو ثمانية رؤوس) لونه أحمر عاتك رمزا لثورة 14 تموز وتتوسط النجم دائرة ذات لون أصفر يحيط بها حزام أبيض وذلك وفقا للنموذج (الملحق أ) المرفق بهذا القانون».

علم الجمهورية العراقية 1 كانون الثاني 1959–31 تموز 1963 تناسب (1:2)

## النهاية والتبديل
ظل استخدام هذا العلم ساريًا طيلة فترة حكم عبد الكريم قاسم وبعدها بقليل حتى الانقلاب العسكري للقوميين ووصولهم الى رأس السلطة في العراق في انقلاب 8 شباط 1963 ليبدل العلم إلى علم جديد للعراق بتاريخ 31 تموز 1963.

علم الجمهورية العراقية 31 تموز 1963–13 كانون الثاني 1991

## أعلام مشابهة

علم الجمهورية السورية الأولى
علم إدارة بوتومايو
علم تورهوت